# Alfé Menaixé
Alfé Menaixé (en hebreu: אלפי מנשה) és un assentament israelià localitzat en l'Àrea de Judea i Samaria. Va ser fundat l'any 1983, va ser declarat consell local el 1987. Segons l'Oficina Central d'Estadístiques d'Israel, en el desembre de 2010 comptava amb una població total de 7.100 habitants.